# Arrondissement du Môle Saint-Nicolas
Arrondissement du Môle Saint-Nicolas (franska: Môle Saint-Nicolas) är ett arrondissement i Haiti.   Det ligger i departementet Nord-Ouest, i den nordvästra delen av landet, 160 km nordväst om huvudstaden Port-au-Prince. Antalet invånare är 169 238. Arean är 1 115 kvadratkilometer.
Terrängen i Arrondissement du Môle Saint-Nicolas är kuperad.